# Tetraktys

La tetraktys

La Tetraktys (Τετρακτύς en griego) es una figura triangular que consiste en diez puntos ordenados en cuatro filas, con uno, dos, tres y cuatro puntos en cada fila. 
Se atribuye a Pitágoras el descubrimiento de la representación de los ritmos básicos de la música griega mediante las razones 1:2, 3:2 y 4:3. Así, los pitagóricos estimaban que el orden y la belleza lo daban esos cuatro primeros números cuya suma es diez, que consideraban el número perfecto. Por ello, la tetraktys, que servía para representar esta idea de armonía, se convirtió en una figura simbólica de gran importancia para los pitagóricos.
La tetraktys forma un triángulo de 10 puntos colocados en cuatro líneas, de la forma siguiente:
La Santa Tetraktys pitagórica
1. La Unidad: Lo Divino, origen de todas las cosas. El ser inmanifestado.
2. La Díada: Desdoblamiento del punto, origen de la pareja masculino-femenino. Dualismo interno de todos los seres.
3. La Tríada: Los tres niveles del mundo: celeste, terrestre, infernal, y todas las trinidades.
4. El Cuaternario: los cuatro elementos, tierra, aire, fuego y agua, y con ellos la multiplicidad del universo material.

El conjunto constituye la Década, la totalidad de Universo: 4: 1 + 2 + 3 + 4 = 10 → 1 + 0 = 1.